# Porta dello Spirito Santo

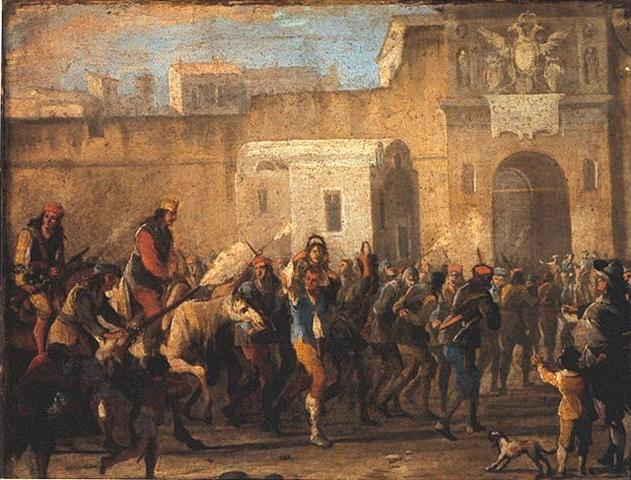
Punizione dei ladri al tempo di Masaniello, opera di Micco Spadaro in cui è rappresentata la porta

La Porta dello Spirito Santo era un'antica porta della città di Napoli.

## Storia
La presenza di una porta occidentale di epoca classica sul decumano inferiore è testimoniata anche grazie agli studi e agli scavi archeologici che, sin dai lavori compiuti nel XVII secolo dall'architetto Francesco Antonio Picchiatti, hanno portato alla luce i resti dell'antica Porta Cumana che sorgeva nell'area occupata dall'odierna piazza San Domenico Maggiore.
Tale porta di ingresso in città fu poi, con l'ampliamento delle mura, spostata lungo l'asse di via San Biagio dei Librai sino alla basilica di Santa Chiara, grazie a un rifacimento portato a termine nel 1268 (secondo la storiografia più risalente da Carlo II d'Angiò, anche se si nota un evidente contrasto cronologico). Riguardo alla posizione di questa porta si è discusso per molto tempo: si era pensato che la porta fosse posta all'altezza della odierna Guglia dell'Immacolata, ma si è arrivati a ritenere che sorgesse tra l'attuale via Cisterna dell'Olio e il palazzo delle Congregazioni, come individuato da rilievi in loco effettuati da Giulio De Petra insieme a Fausto Nicolini.

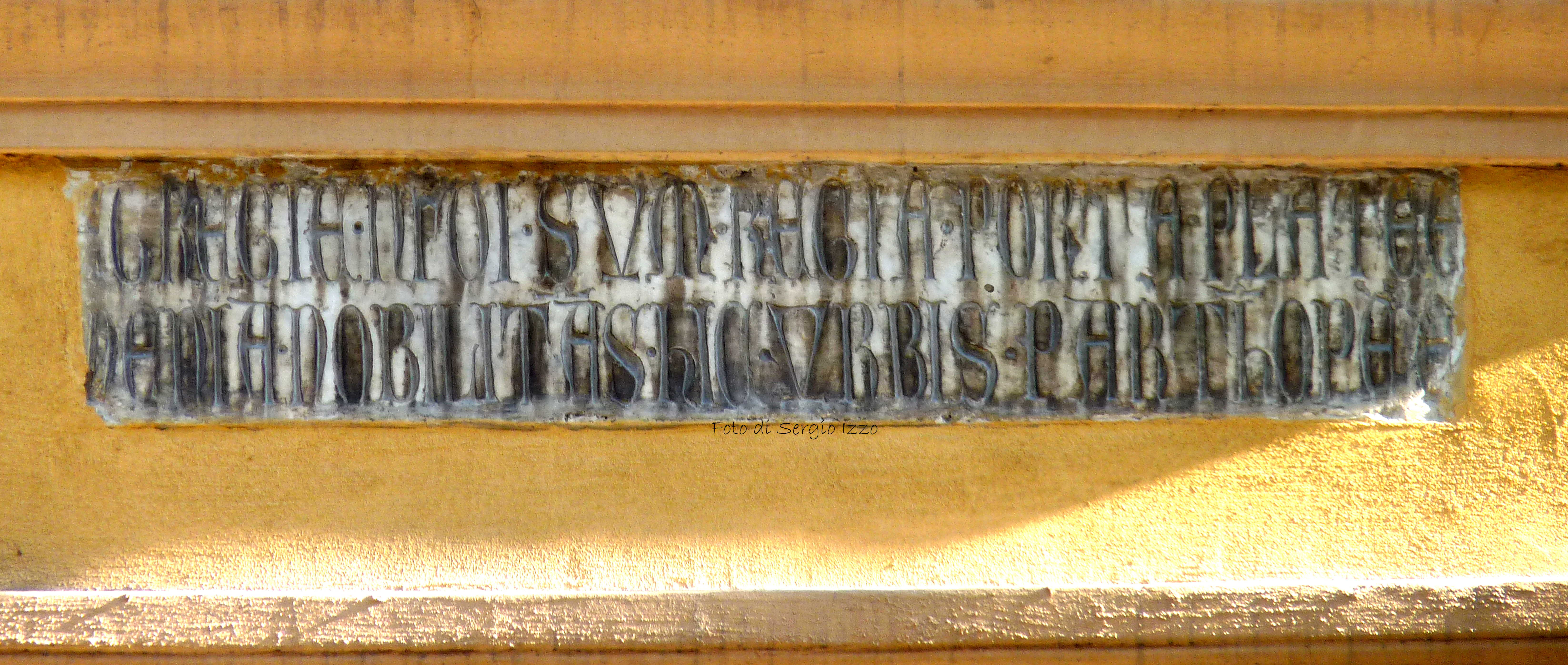
L'iscrizione angioina della porta Reale vecchia

La nuova porta, che fu abbellita da sculture, fu chiamata Porta Reale e recava sul fornice l'iscrizione "EGREGIE NIDI SUM REGIA PORTA PLATEE / MENIA NOBILITANS HIC URBIS PARTHENOPEE" che ancor oggi campeggia su un edificio della via Toledo di fronte al Palazzo De Rosa.
Nel 1528 la porta Reale fu demolita, per essere sostituita da una nuova porta che fu posta a termine dell'asse viario di via Toledo, aperto nel 1536 dal viceré don Pedro di Toledo. Essa costituiva il nuovo ingresso da nord e dall'area collinare alla città e si apriva nell'ampliamento della cinta muraria promosso dal viceré verso ovest.
Le si attesta in un primo momento (secondo il volere ufficiale del viceré, suo fondatore) la denominazione di porta Reale, come per l'antico accesso duecentesco che aveva sostituito, talvolta con la specificazione nuova per distinguerla dalla vecchia; successivamente all'apertura della basilica dello Spirito Santo fu chiamata comunemente Porta dello Spirito Santo, mutuando il nome dall'importante edificio di culto che peraltro diede il nome alla zona in cui sorgeva (la parte nord di via Toledo appunto).
Inoltre in seguito all'apertura negli immediati paraggi delle quattro cisterne per la conservazione dell'olio, progettate da Giovanni Vincenzo Della Monica su deliberazione degli Eletti di Città del 1588, la porta era indicata raramente come porta dell'Olio. Anche la denominazione porta Toledo, con evidente richiamo al viceré che aveva aperto porta e strada, è raramente attestata.

## Architettura
Il fornice della costruzione non era decorato eccetto che per una grande aquila a due teste, simbolo di Carlo V contornata dalle colonne d'Ercole e da due stemmi, in modo simile a quanto è oggi visibile sulle facciate di Castel Capuano e Castel Sant'Elmo.
Durante il viceregno spagnolo vi fu posta la seguente iscrizione, anch'essa ancora esistente, visibile al di sopra della lapide della porta Reale:
Allo stesso di altre porte napoletane, anche questa struttura fu affrescata da Mattia Preti e vi fu posta una statua di San Gaetano di Thiene.

## La demolizione
Nel XVIII secolo, a causa dei problemi che causava al "traffico" del tempo, ma anche per le sue precarie condizioni di stabilità, si decise l'abbattimento della porta, cosa che fu eseguita con un dispaccio reale del 1º aprile 1775; la statua di San Gaetano fu posizionata su Port'Alba.
Una targa che ricorda l'avvenuta demolizione è posta sull'edificio accanto al Palazzo Petagna, più a sinistra delle due lapidi summenzionate, coronata inoltre dallo stemma cittadino.